# 김은중
김은중(金殷中, 1979년 4월 8일 ~ )은 대한민국의 전 축구 선수이자 현 지도자로 현재 수원 FC의 감독이다. 선수 시절 대전 시티즌 소속으로만 약 8년을 뛰었으며, 최은성과 함께 등번호가 영구결번되었다.

## 클럽 경력

### 대전 시티즌에서의 전성기
서울특별시 출생으로 성내초등학교, 동북중학교를 거쳐 동북고등학교를 중퇴하였으나 대전예지중고등학교에 편입하여 고등학교를 졸업하고, 대전대학교 경영학과에 진학하였으나 중퇴했다. 문전에서의 날카로운 침투와 높은 결정력과 함께 골문 앞서 재치있는 패스로 기회를 만드는데 뛰어나 날카롭고 예리한 것을 뜻하는 샤프(Sharp)라는 별명을 얻었다.
1997년 대전 시티즌에서 프로 무대에 데뷔하여, 2001년 포항 스틸러스와의 FA컵 결승전에서 결승골을 기록하는 등 맹활약을 펼치며 팀의 FA컵 우승에 크게 공헌하였다. 2003년 이관우와 함께 '은우'콤비를 이루며 활약하며 대전을 리그 6위에 올려놓으며 대전을 축구특별시로서 전성기를 이끌었다.
비교적 재정이 어려웠던 시민 구단인 대전 시티즌의 간판 스타로써 오랜 기간 활약하였다.

### 일본 임대 이적
2003년 일본 J리그의 베갈타 센다이로 임대이적해 활약하였다. 이 당시 왼쪽 눈이 거의 실명 상태였음에도 불구하고 이를 극복한 점에 빗대어 배갈타 센다이 팬들에 의해 같은 외눈이었던 일본 센고쿠 시대 센다이 지방의 영주였던 다테 마사무네의 이명인 독안룡(獨眼龍)이라는 별명으로 불리기도 하였다.

### FC 서울 이적과 논란
2004년 1월 대전 시티즌 복귀 대신 언젠가 다시 대전으로 돌아오겠다는 말과 함께 K리그의 안양 LG 치타스 (현 FC 서울)로 이적하였으며, 이로 인해 많은 대전팬들이 그의 유니폼을 불태우는 화형식을 거행하는 등의 비난을 받았다. 서울에서 꾸준한 득점력을 선보이며 활약하던 중 2007 시즌 잔부상과 이로 인한 컨디션 난조로 정조국과 박주영 등에 주전 자리를 내주기도 하였으나 2008년 K리그 준우승에 큰 공헌을 하였다. 2005년 5월 22일 전남 드래곤즈와의 원정 경기에서 K리그 통산 48번째로 20-20 클럽에 가입하였고, 2008년 5월 3일 전남 드래곤즈와의 원정 경기에서 K리그 통산 22번째로 30-30 클럽에 가입하였다.

### 중국 진출, 제주 유나이티드
2009년 자유계약선수로 풀린 김은중은 신생팀 강원으로의 이적을 추진하였으나 불발되었고, 결국 K리그 선수 등록 마감일 내에 소속팀을 찾지 못하였다. 2009년 K리그에서 뛸 수 없게 된 김은중은 중국 슈퍼리그의 창사 진더에 입단하였다.
중국에서의 2009 시즌을 끝내고 12월, K리그 제주 유나이티드로의 이적이 확정되어 K리그로 복귀하게 되었다. 2010년 8월 28일 대전 시티즌과의 경기에서 어시스트를 기록하며 K리그 통산 10번째로 40-40 클럽에 가입하였다. 2010 시즌 리그에서만 13골 10도움, 컵대회 포함 17골 10도움으로 개인 통산 최다 공격포인트를 기록하며 제주 유나이티드의 정규리그 준우승에 큰 공헌을 하였고, 2010년 K리그 최우수선수(MVP)로 뽑혔다. 이듬해 7월 2일 강원과의 경기에서 두 골을 넣었는데, 각각 시즌 3, 4호 골이자 역대 K리그에서 7번째로 100호 골을 달성하는 선수로 기록되었다.

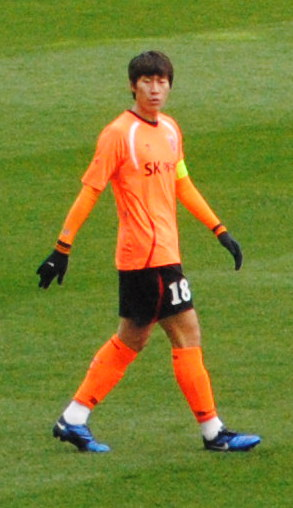
제주 시절의 김은중

### 강원 FC, 포항 스틸러스
2011년 11월 21일, 김은중은 서동현과 트레이드되어 강원 FC로 돌연이적하였다. 이적 후 두 경기만에 첫 득점을 기록하였고 그 경기에서 추가골까지 터뜨리며 멀티골을 기록하였고, 강원 소속으로 개인 통한 400경기 출장을 기록하였다.
하지만 2013 시즌에는 노쇠화로 다소 부진한 모습을 보였고, 7월 28일, 김은중은 포항 스틸러스로 임대되었다. 26라운드 부산 아이파크와의 경기에서 시즌 첫 득점을 기록하였고, K리그 클래식 우승, FA컵 우승에 일조하였다.

### 대전에 돌아온 샤프

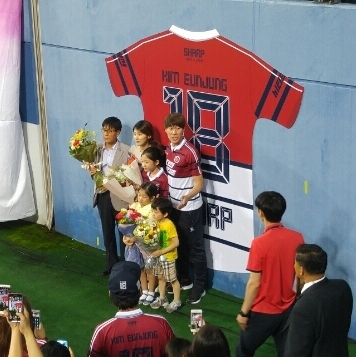
은퇴식을 치르고 있는 김은중

2013 시즌이 끝나고, 미국 진출을 고민하던 김은중은 친정팀 대전 시티즌에 복귀하여 플레잉 코치가 되면서 대전팬들과의 약속을 지켰다.
시즌 초중반엔 아드리아노와 김찬희 등 유능하고 젊은 공격수들에 밀려 주로 교체로 출전하였으며, 포천 시민축구단과의 FA컵 경기서 대전 복귀 후 첫골을 신고하였으며, 수원 FC와의 홈경기서 아드리아노의 패스를 받아 골로 연결시키며 2014시즌 리그 첫골을 신고하였다. 시즌 막바지에 아드리아노의 출전 정지로 주전으로 출전하였고, 부천 FC와의 경기에서 정석민의 골을 어시스트하고 수원 FC와의 시즌 마지막 경기에서 멀티골을 기록하며 팀의 5:2 대승을 이끌며 대전의 1부 리그 승격에 기여하였다.
2015 시즌을 앞두고 은퇴를 고민하던 중 벨기에의 튀비즈의 지도자 연수 제의에 은퇴를 결심하고 은퇴를 공식 선언하였다. 대전 시티즌은 레전드인 김은중의 업적을 기리기 위해 김은중의 등번호인 18번을 영구 결번하였다.
2016년 6월 24일 자신의 은퇴경기인 It's Daejeon 축구대회에 후반교체 출전해 튀비즈를 상대로 골을 기록하며 자신의 선수시절 마지막 골을 성공시켰다.

## 국가대표팀 경력
태국에서 열린 1998년 AFC 청소년 축구 선수권 대회에서 이동국과 함께 투톱을 이뤄 활약하여 대한민국의 우승에 기여했다. 1999년 11월 22일, 한중 정기전에서 중국과의 경기로 A매치 데뷔전을 치렀다. 중국에서 열린 2004년 AFC 아시안컵에 참가하여 활약하였고, A매치 35경기에서 12골을 넣었다.

## 지도자 경력
2014시즌을 끝으로 은퇴한 김은중은 튀비즈의 코치로 취임하였다.
2016년 8월 티에리 구데 감독의 사임으로 튀비즈의 감독대행으로 거론되기도 하였다.
2016~2017시즌 막판 레지 브루아 감독 경질로 튀비즈의 감독 대행직에 올랐으며, 가까스로 팀을 강등 위기로부터 구해냈다.
2017년 10월 31일 김봉길 감독의 부름을 받고 대한민국 U-23 축구 국가대표팀 코치로 부임하였다.
이후 김학범 감독 부임 이후에도 코치직을 유지한 채 자카르타 팔렘방 아시안 게임에 참가하였으며, 대한민국의 금메달 획득에 기여하였다.
2021년 이민성 수석 코치가 대전 하나 시티즌 감독으로 부임하면서 수석 코치로 승진하였다.
2022년에는 대한민국 U-20 감독으로 부임하였다.

## 등번호

### K리그
- 18 (1997년 ~ 2003년, 2014년, 대전 시티즌)
- 22 (2004년, FC 서울)
- 18 (2005년 ~ 2008년, FC 서울)
- 18 (2010년 ~ 2011년, 제주 유나이티드)
- 18 (2012년 ~ 2013년, 강원 FC)
- 10 (2013년, 포항 스틸러스)

### J리그
- 18 (2003년,  베갈타 센다이)

### 중국 슈퍼리그
- 18 (2009년, 창사 진더)

김은중은 1997년부터 2003년까지 대전 소속으로 18번을 달고 활약했으며, 서울 이적 후 2004년에는 22번을 달았지만, 2005년부터 다시 18번을 달았으며, 이후 제주, 강원에서도 18번을 달았고, 2014년 대전으로 복귀해 다시 18번을 부여받았었다. 김은중이 2014시즌을 끝으로 은퇴하자 대전 구단은 김은중의 업적을 기리는 의미로 김은중의 번호 18번을 향후 18년간 결번하였다.

## 학력
- 성내초등학교 (졸업)
- 동북중학교 (졸업)
- 동북고등학교 (중퇴) → 대전예지중고등학교 (졸업)
- 대전대학교 경영학과 (중퇴)

## 그 외
김은중은 중학교 3학년 이후로 왼쪽 눈이 거의 실명 상태로, 유상철, 이태호, 곽태휘, 곽희주 등과 함께 한쪽 눈이 보이지 않는 핸디캡을 극복한 운동선수로 알려져 있다.
김은중은 제주 유나이티드 시절 2011년 아시아 챔피언스리그에 출전해 멜버른 빅토리와의 조별리그 경기서 골을 성공한 뒤 경기 도중 쓰러졌던 신영록을 응원하기 위해 '일어나라! 영록아'라는 문구가 써있는 언더셔츠를 드러내는 세러머니를 펼치면 큰 화제가 되었다.
김은중은 2015년 방영된 청춘FC 헝그리 일레븐의 선수단의 벨기에 전지 훈련 당시 스페셜 코치로 선수단을 지도한 바 있다.

## 수상 내역

### 선수

#### 클럽
대전 시티즌
- K리그2

● 우승 (1): 2014
- FA컵

● 우승 (1): 2001
- 슈퍼컵

● 준우승 (1): 2002
FC 서울
- K리그1

● 준우승 (1): 2008
- 리그컵

● 우승 (1): 2006
● 준우승 (1): 2007
제주 유나이티드
- K리그1

● 준우승 (1): 2010
포항 스틸러스
- K리그1

● 우승 (1): 2013
- FA컵

● 우승 (1): 2013
대한민국
- EAFF E-1 풋볼 챔피언십

● 우승 (1): 2003
- 아시안 게임 축구

● 동메달 (1): 2002
- AFC U-19 축구 선수권 대회

● 우승 (1): 1998

#### 개인
- 2001년 FA컵 득점상 수상
- 2001년 FA컵 최우수선수상 수상
- 2002년 체육훈장 맹호장 수훈
- 2004년 K리그 올스타전 MVP 수상
- 2004년 18회 올해의 프로축구 연간 데일리 베스트 선정
- 2006년 K리그 베스트 11 선정
- 2010년 K리그 최우수선수상 수상
- 2010년 K리그 베스트 11 선정

### 코치
대한민국 U-23
- 아시안 게임 축구

● 우승 (1): 2018
- AFC U-23 아시안컵

4위 (2018)
● 우승 (1): 2020
|}

### 감독
대한민국 U-20
- FIFA U-20 월드컵 : 4위 (2023)

## 방송
- 2015년: KBS2 청춘FC 헝그리 일레븐